# 本尼·兰兹
本尼·兰兹（英語：Bennie Lands，1921年2月22日—2014年1月13日），加拿大男子篮球运动员。他曾代表加拿大获得1948年夏季奥运会男子篮球比赛第九名。他于2014年在蒙特利尔去世。